# Prokocim

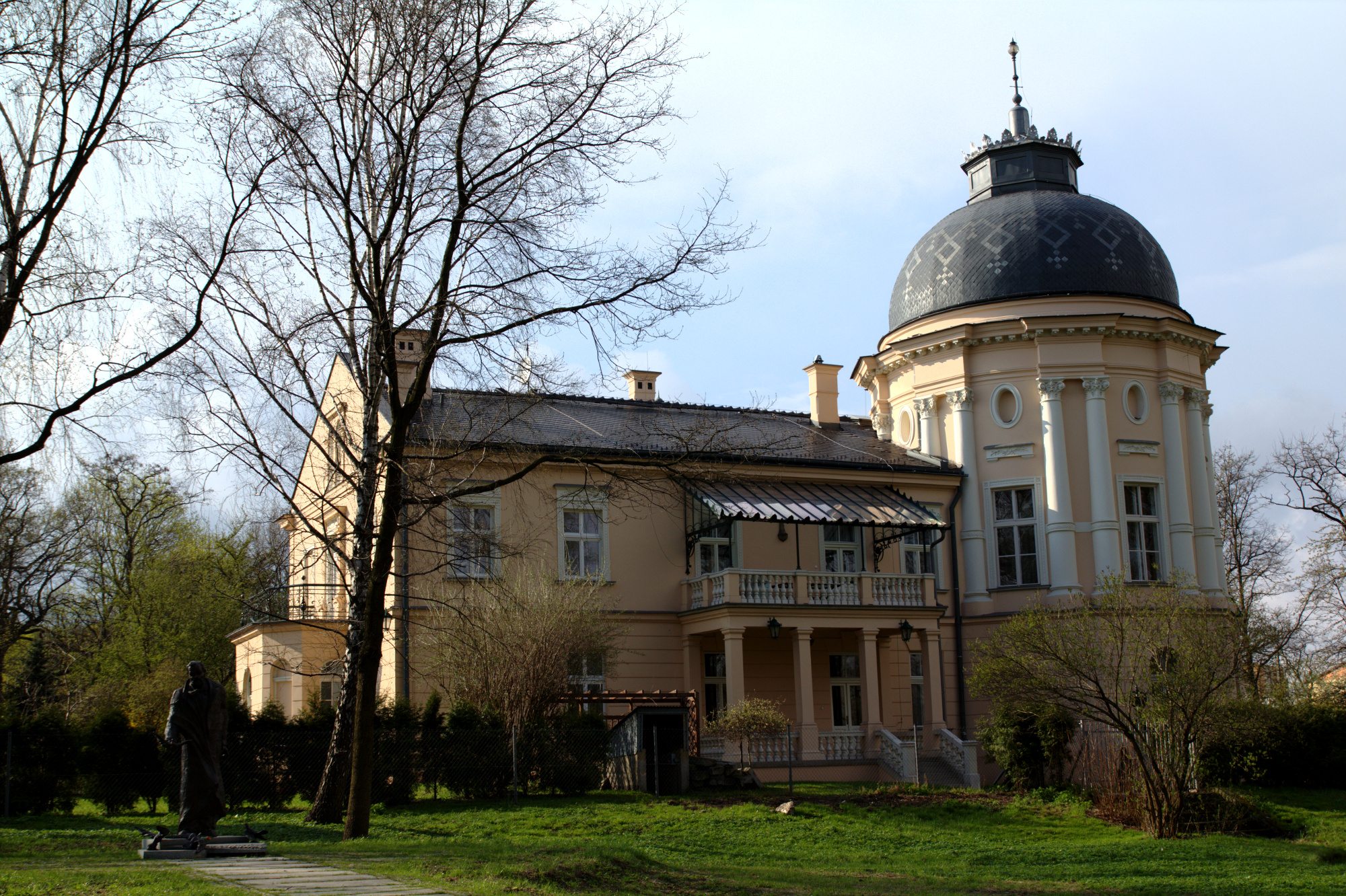
Jerzmanowski-Palast, jetzt Augustiner-Kloster

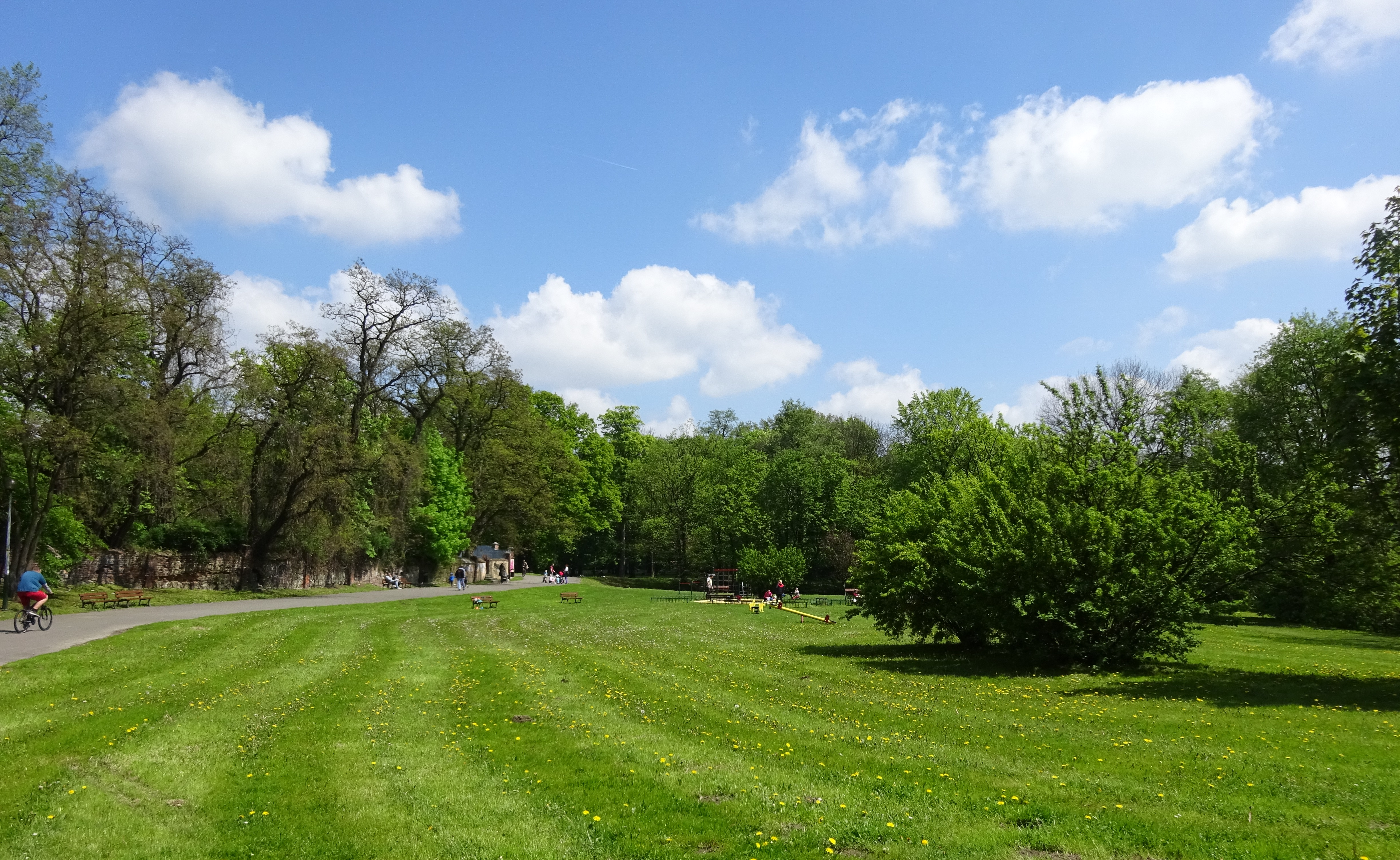
Jerzmanowski-Park

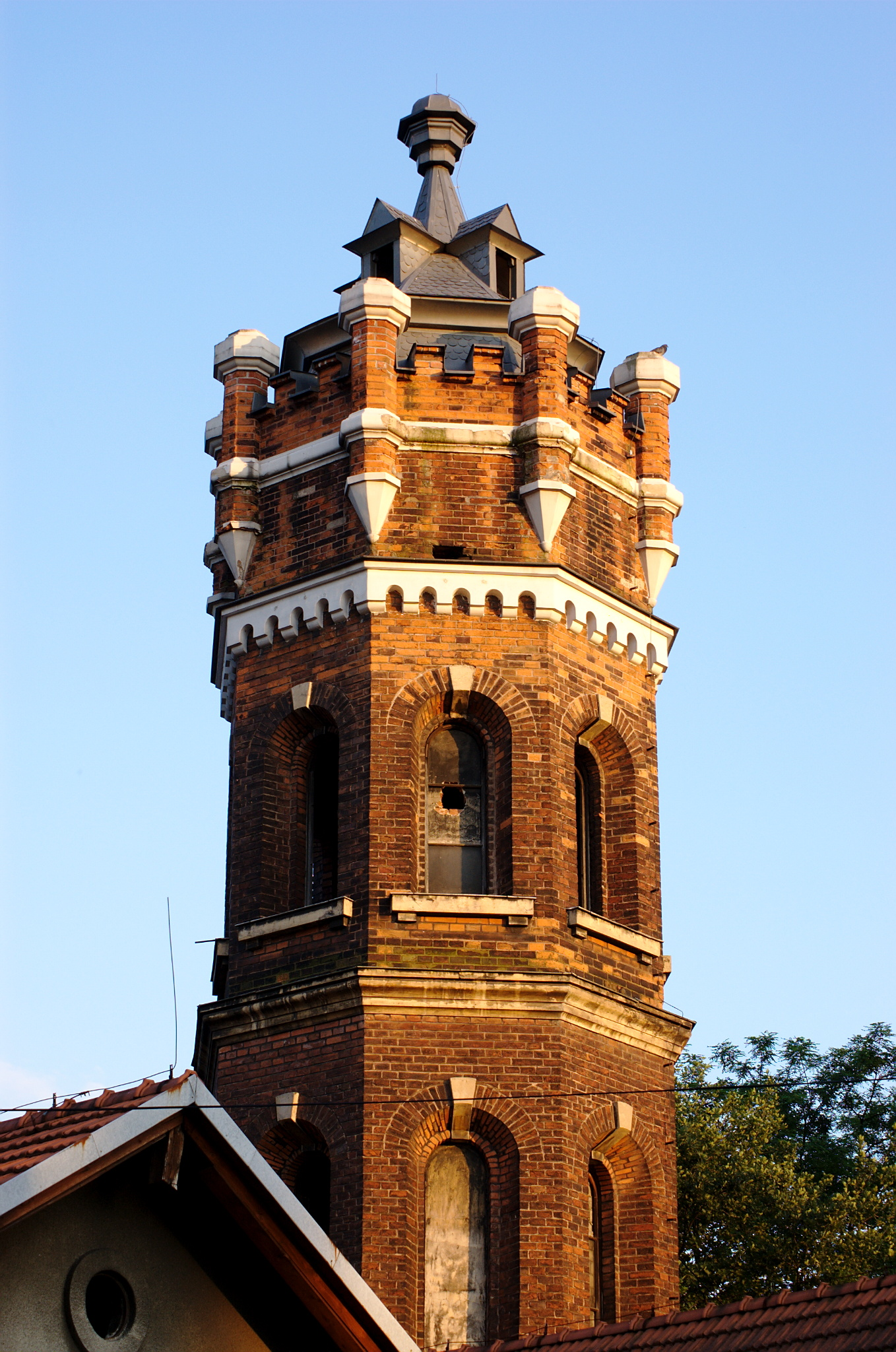
Wasserturm im Jerzmanowski-Park

Prokocim ist ein ehemaliges Dorf etwa 6 km südöstlich des Krakauer Marktplatzes, an der Straße nach Wieliczka, im Stadtbezirk Bieżanów-Prokocim in Krakau, Polen.

## Geschichte
Der Ort wurde im Jahr 1367 als Wiczdzite cum libertate ipsius Prohocinensi erstmals urkundlich erwähnt. Der Name, ursprünglich Prokocin, wurde vom Personennamen Prokota abgeleitet, zunächst mit dem Suffix „-in“, später auch „-ino“, ab dem 15. Jahrhundert „-im“ (möglicherweise nach dem Muster von Okocim). Im späten 14. Jahrhundert erschien für kurze Zeit der deutsche Nebenname Prokendorff. Zwei Orte waren in den 1360er Jahren gegründet worden, das Vorwerk Allodium Prokendorff von Jan von Prokendorf aus Niederschlesien und das Dorf Wola Prokocimska (libertate (...) Prohocinensi), nördlich von Allodium Prokendorff am Bach Drwinka. Beide Orte wuchsen vor der Erwähnung von totam villam Prococzyn im Jahr 1402 zusammen.
Für einige Jahrhunderte gehörte das Vorwerk ritterlichen und später bürgerlichen Familien. Ab dem 16. Jahrhundert war es im Besitz der Adelsfamilien Tarnowski, Ostrogski (1595 Konstanty Wasyl Ostrogski), Zasławski, Lubomirski und Sanguszko. Politisch zählte der Ort zunächst zum Königreich Polen (ab 1569 in der Adelsrepublik Polen-Litauen), Woiwodschaft Krakau, Kreis Szczyrzyc.  
Bei der Ersten Teilung Polens kam Prokocim 1772 zum neuen Königreich Galizien und Lodomerien des habsburgischen Kaiserreichs (ab 1804). Nach der Aufhebung der Patrimonialherrschaften bildete es eine Gemeinde im Gerichtsbezirk Podgórze.
Im Jahr 1865 wurde die Galizische Carl Ludwig-Bahn eröffnet. Im Jahr 1895 kaufte Erazm Jerzmanowski (1844–1909) das Dorf und errichtete einen Park, der nach ihm benannt wurde. 
Im Jahr 1900 verfügte die Gemeinde Prokocim über eine Fläche von 328 Hektar mit 103 Häusern und 778 Einwohnern, davon waren alle polnischsprachig. Die Mehrheit der Bevölkerung war römisch-katholisch (759); im Dorf lebten außerdem 18 Juden. Im Jahr 1910 kaufte Grzegorz (Gregor) Uth das Dorf, ein Augustiner aus Gotthards bei Fulda, und wurde zum ersten Abt des Klosters im Jerzmanowski-Palast. 1917 wurde Prokocim dank der Augustiner zum Sitz einer römisch-katholischen Pfarrei.
Nach dem Ende des Ersten Weltkriegs 1918 und dem Zusammenbruch der K.u.k.-Monarchie kam das Dorf zu Polen. Im Jahr 1921 hatte Prokocim 2134 Einwohner, entwickelte sich wieder zu einer Eisenbahnersiedlung und hatte bereits zehn Jahre später etwa 6000 Einwohner und einen Marktplatz. Es wurde im Jahr 1941 von deutschen Besatzern, die einen großen Güterbahnhof im Osten bauten, nach Krakau eingemeindet, was erst am 25. Oktober 1948 mit rückwirkender Gültigkeit vom 18. Januar 1945 von polnischen Verwaltung bestätigt wurde.
Im Jahr 1974 begann der Bau der Plattenbau-Siedlung Nowy Prokocim (Neues Prokocim). Das alte Dorf wurde umgangssprachlich Stary Prokocim (Altes Prokocim) genannt.